# Pakembaran (Slawi)
Pakembaran is een bestuurslaag in het regentschap Tegal van de provincie Midden-Java, Indonesië. Pakembaran telt 7908 inwoners (volkstelling 2010).
|  |